# NGC 3178
NGC 3178 (również PGC 29980) – galaktyka spiralna (Sc), znajdująca się w gwiazdozbiorze Hydry. Odkrył ją John Herschel 16 marca 1836 roku.
W galaktyce tej zaobserwowano supernową SN 2011dd.